# Mioctenopsylla arctica
Mioctenopsylla arctica är en loppart som beskrevs av Rothschild 1922. Mioctenopsylla arctica ingår i släktet Mioctenopsylla och familjen fågelloppor.

## Underarter
Arten delas in i följande underarter:
- M. a. arctica
- M. a. hadweni